# Mehrzweckhalle

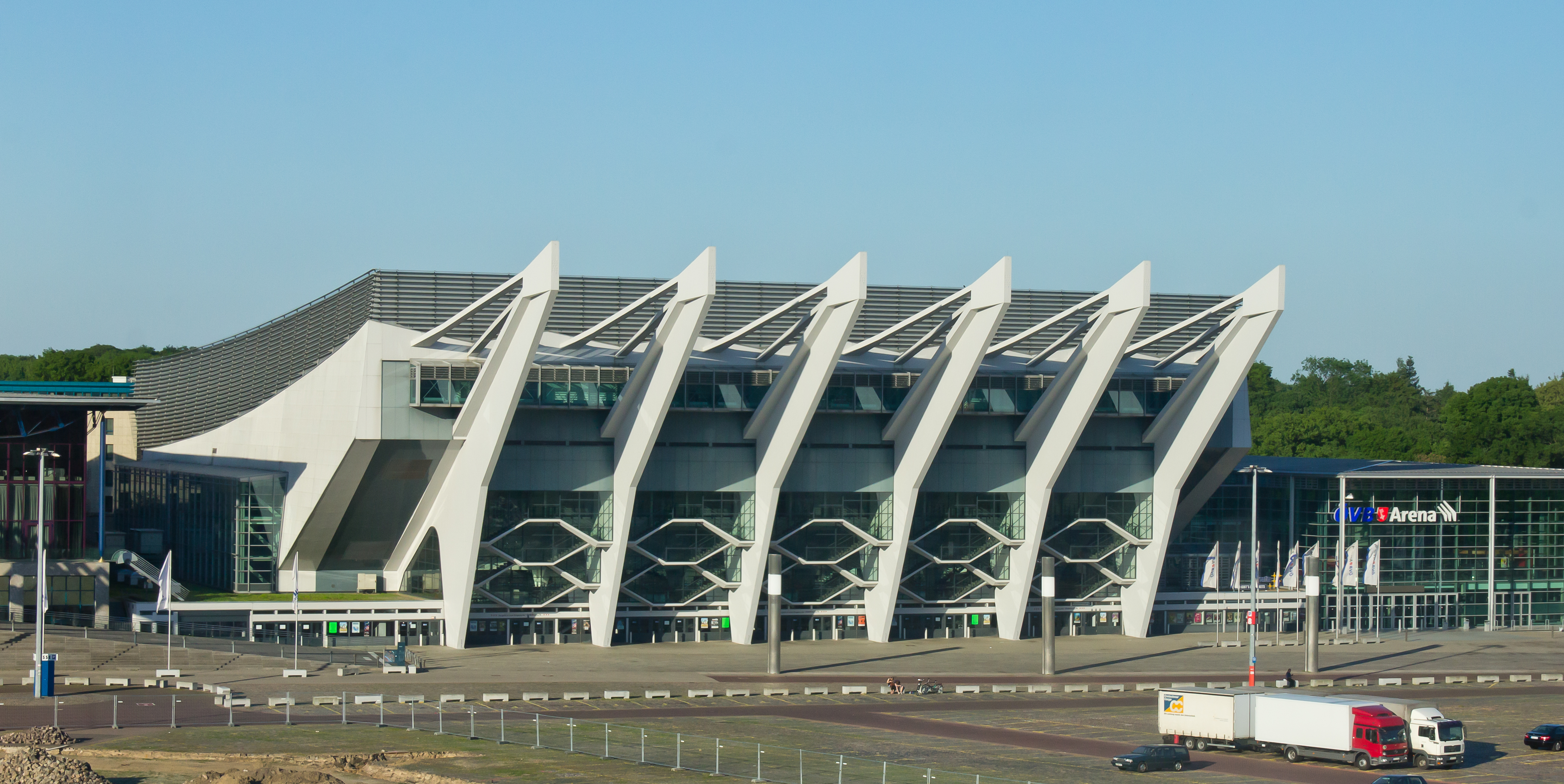
Stadthalle Bremen (ÖVB-Arena)

Eine Mehrzweckhalle oder Multifunktionsarena ist eine für unterschiedliche Veranstaltungen nutzbare Halle. Mehrzweckhallen werden definiert als „überdachte Veranstaltungsstätten für verschiedene Veranstaltungsarten“. Mehrzweckhallen (und Mehrzweckräume) gibt es in sehr unterschiedlichen Größen. Sie können sich in kommunaler, kirchlicher oder privater Trägerschaft befinden. Gebräuchlich sind auch die Namen Multifunktionshalle oder Veranstaltungshalle.

## Nutzung
Die Nutzung kann differieren, wobei der Schwerpunkt auf sportlichem und kulturellem Gebiet liegt. Die Nutzungsmöglichkeiten liegen grundsätzlich im Entscheidungsspielraum der jeweiligen Ortsgemeinde. Aufgrund der Bezuschussungsfähigkeit durch Gesetze und Richtlinien der jeweiligen Bundesländer in Deutschland und Österreich verfügen Mehrzweckhallen überwiegend über separate oder in mehrfacher Weise nutzbare Räumlichkeiten, die sowohl für sportliche Aktivitäten (Schul- und Vereinssport) als auch für Kulturveranstaltungen (z. B. Theateraufführungen, Ausstellungen) geeignet sind. Daneben sind weitere Einrichtungen wie gastronomische Betriebe, Kegelbahnen, eine (Klein-)Schwimmhalle oder Räume für Jugendarbeit durchaus üblich.
Größere Mehrzweckhallen (auch Multifunktionshalle genannt), die auf eine Nutzung für viele unterschiedliche Veranstaltungen abzielen, haben teilweise mehrere Böden in verschiedenen Ebenen. Diese sind dann z. B. für kulturelle Veranstaltungen, Hallensport, Eishockey u. a. geeignet und können entsprechend der geplanten Veranstaltung ausgetauscht werden. Der aktuelle Trend bei der Namensgebung großer Mehrzweckhallen ist die Verwendung von Arena – seltener Dome – zusammen mit dem Namen eines Unternehmens, das als Sponsor in Bezug auf Investment oder Unterhalt der Halle auftritt.
Die meisten Mehrzweckhallen entstanden in den 1970er und 1980er Jahren, auch später wurden im Westen Deutschlands, in Österreich, der Schweiz sowie nach der „Wende“ in den Neuen Bundesländern entsprechende Hallen errichtet.

## Definition
Grundsätzlich existieren verschiedene Bezeichnungen für Hallen dieser Art. So gibt es z. B. die Bezeichnungen „Multifunktionshalle“, „Mehrzweckhalle“ oder „multifunktionale Veranstaltungshalle“. Meistens wird im Sprachgebrauch die Bezeichnung Mehrzweckhalle für Hallen sehr unterschiedlicher Größe verwandt. Das Spektrum reicht von der Größe her von großen multifunktionalen überdachten Arenen mit Kapazitäten von 15.000 Besuchern oder mehr (siehe Liste der größten Hallen in Deutschland) über größeren und kleinere Stadthallen bis hin zum deutlich kleineren Dorfgemeinschaftshaus, Gemeindesaal oder Pfarrsaal. Noch kleinere Räume mit variablen Funktionen werden Mehrzweckräume genannt. Allerdings existiert keine klare Abgrenzung zwischen den einzelnen Begriffen wie Multifunktionshalle, Mehrzweckhalle o. ä., so dass diese Begriffe teilweise synonym verwendet werden.